# Волинківська сільська рада
Воли́нківська сільська́ ра́да — адміністративно-територіальна одиниця та орган місцевого самоврядування в Сосницькому районі Чернігівської області. Адміністративний центр — село Волинка.

## Загальні відомості
Волинківська сільська рада утворена у 1919 році.
- Територія ради: 37,386 км²
- Населення ради: 824 особи (станом на 2001 рік)

## Населені пункти
Сільській раді були підпорядковані населені пункти:
- с. Волинка

## Склад ради
Рада складалася з 14 депутатів та голови.
- Голова ради: Дяченко Василь Іванович
- Секретар ради: Кравченко Ганна Миколаївна

### Керівний склад попередніх скликань
| Прізвище, ім'я, по батькові | Основні відомості                                                                       | Дата обрання | Дата звільнення |
| --------------------------- | --------------------------------------------------------------------------------------- | ------------ | --------------- |
| Дяченко Василь Іванович     | Сільський голова, 1967 року народження, освіта вища, член Соціалістичної партії України | 26.03.2006   | 31.10.2010      |
| Дяченко Василь Іванович     | Сільський голова, 1967 року народження, освіта вища, член Партії регіонів               | 31.10.2010   |                 |

Примітка: таблиця складена за даними сайту Верховної Ради України

### Депутати
За результатами місцевих виборів 2010 року депутатами ради стали:

#### За суб'єктами висування
| Суб'єкт висування                                       | Кількість обраних депутатів | %    |
| ------------------------------------------------------- | --------------------------- | ---- |
| Партія регіонів                                         | 11                          | 78,6 |
| Політична партія Всеукраїнське об'єднання «Батьківщина» | 2                           | 14,3 |
| Політична партія «Сильна Україна»                       | 1                           | 7,1  |

#### За округами
| № округу                                                | Прізвище, ім'я, по батькові    | Дата визнання обраним | Освіта             | Партійна приналежність                        | Відомості про обраного депутата                            |
| ------------------------------------------------------- | ------------------------------ | --------------------- | ------------------ | --------------------------------------------- | ---------------------------------------------------------- |
| Партія регіонів                                         |                                |                       |                    |                                               |                                                            |
| 2                                                       | Бойко Вікторія Петрівна        | 02.11.2010            | середня спеціальна | член Партії регіонів                          | Волинківська сільська бібліотека, бібліотекар              |
| 3                                                       | Кравченко Ганна Миколаївна     | 02.11.2010            | середня спеціальна | член Партії регіонів                          | Волинківська сільська рада, секретар                       |
| 5                                                       | Власенко Олена Анатоліївна     | 02.11.2010            | вища               | позапартійна                                  | Волинківська амбулаторія, головний лікар                   |
| 6                                                       | Хижняк Ольга Володимирівна     | 02.11.2010            | середня спеціальна | позапартійна                                  | Волинківська ДНВМ, завідувачка                             |
| 7                                                       | Свириденко Людмила Максимівна  | 02.11.2010            | вища               | позапартійна                                  | Волинківське споживче товариство, головний бухгалтер       |
| 8                                                       | Хрол Валентина Григорівна      | 02.11.2010            | середня спеціальна | позапартійна                                  | Волинківська амбулаторія, фельдшер                         |
| 9                                                       | Імшенецька Антоніна Григорівна | 02.11.2010            | середня спеціальна | член Партії регіонів                          | Волинківська сільська рада, головний бухгалтер             |
| 11                                                      | Остапенко Михайло Григорович   | 02.11.2010            | середня спеціальна | член Партії регіонів                          | Волинківський центр культури і дозвілля, директор          |
| 12                                                      | Мороз Петро Миколайович        | 02.11.2010            | середня спеціальна | позапартійний                                 | тимчасово не працює                                        |
| 13                                                      | Кузьменко Антоніна Іванівна    | 02.11.2010            | вища               | позапартійна                                  | ДНЗ «Яблунька», вихователь                                 |
| 14                                                      | Подгорна Ольга Іванівна        | 02.11.2010            | середня спеціальна | член Партії регіонів                          | Волинківське споживче товариство, голова                   |
| Політична партія Всеукраїнське об'єднання «Батьківщина» |                                |                       |                    |                                               |                                                            |
| 4                                                       | Ступенко Ірина Володимирівна   | 02.11.2010            | середня спеціальна | член Всеукраїнського об'єднання «Батьківщина» | тимчасово не працює                                        |
| 10                                                      | Желнова Світлана Михайлівна    | 02.11.2010            | середня спеціальна | член Всеукраїнського об'єднання «Батьківщина» | Волинківська загальноосвітня школа І-ІІІ ст., техпрацівник |
| Політична партія «Сильна Україна»                       |                                |                       |                    |                                               |                                                            |
| 1                                                       | Мельник Микола Олександрович   | 02.11.2010            | вища               | член Політичної партії «Сильна Україна»       | Волинківська загальноосвітня школа І-ІІІ ст., вчитель      |